# ボニート空港
ボニート空港（ボニートくうこう、ポルトガル語: Aeroporto de Bonito、(IATA: BYO, ICAO: SBDB)）は、ブラジルのマットグロッソ・ド・スル州ボニートの空港。

## 歴史
この空港は、当時のゼカ・ド・PT州知事の下で、2005年に開港した。その後、2012年12月20日に連邦政府空港局が出した物流投資計画の対象にボニート空港も含まれ、ブラジル国民に資する航空輸送拡大のため、サービスの質の向上と空港のインフラストラクチャーの整備が取り組まれることとなった。この空港は、マットグロッソ・ド・スル州において計画の対象となった9か所の空港のひとつである。
ICAO空港コードは、当初はSJDBであったが、後にSBDBに変更された。

## 航空会社と就航地
| 航空会社             | 就航地                 |
| -------------------- | ---------------------- |
| アズールブラジル航空 | カンピーナス、コルンバ |

## アクセス
この空港は、ボニートの中心市街から13 km (8 mi)の位置にある。